# Alleghenygebergte
Het Alleghenygebergte (Engels: Allegheny Mountains of Allegany Mountains) is een bergketen in de oostelijke Verenigde Staten. De bergketen maakt deel uit van de Appalachen.
Het Alleghenygebergte is ruim 800 km lang en loopt van Pennsylvania in het noorden, door Maryland en West Virginia, naar Virginia in het zuiden.
Het gebergte is vernoemd naar de rivier de Allegheny, die zich in Pittsburgh bij de rivier de Ohio voegt. De naam Alleghany werd oorspronkelijk gebruikt door de Lenape-indianen. Alleghany is de Franse spelling, Allegany de Engelse. Tot ver in de 19e eeuw werd de naam "Alleghany" ook wel gebruikt voor het hele Appalachengebergte.
Ten westen van het gebergte ligt een groot bergplateau, het Alleghenyplateau, dat zich uitstrekt over New York, West Virginia, Ohio, Kentucky en Tennessee.
De Allegheny Portage Railroad, aangelegd tussen 1834 en 1854, maakte scheepsverkeer over het Alleghenygebergte mogelijk en verbond zo de rivier de Ohio met de Susquehanna. De schuiten werden vervoerd op spoorwagons, getrokken door paarden of (op de steile stukken) op hellende vlakken. Het traject omvatte ook een viaduct en de eerste spoortunnel in de V.S. De Allegheny Portage Railroad bleef in gebruik tot 1857, toen het vervangen werd door een spoorweg over het Alleghenygebergte met stoomlocomotief. De overblijfselen van de Allegheny Portage Railroad zijn nu een Amerikaans nationaal monument (U.S. National Historic Site).

## Trivia
- In de bossen van het Alleghenygebergte bevindt zich Fallingwater, een villa die ontworpen is door Frank Lloyd Wright en wel wordt beschouwd als zijn meesterwerk.